# Parada Vila Olímpica
A Parada Vila Olímpica é uma das estações do VLT Carioca, situada no Rio de Janeiro. Faz parte da Linha 2 e da Linha 4, somente no sentido Praia Formosa → Praça XV.
Foi inaugurada em 21 de outubro de 2017. Localiza-se na rua Dodô da Portela, na lateral do Centro Integrado de Operação e Manutenção (CIOM) do VLT Carioca e da Vila Olímpica, próximo a Parada Gamboa (também das linhas 2 e 4, mas apenas no sentido Praça XV → Praia Formosa) e ao Túnel da Marítima. Atende o bairro de Santo Cristo.